# Lista de episódios de 24

Logotipo da série.

24 horas é uma série de televisão americana criada por Joel Surnow e Robert Cochran. Ela estreou na Fox em 6 de novembro de 2001. 24 é apresentada em um formato de tempo real; cada episódio de uma hora de duração mostra uma hora de eventos, e cada temporada é um período de 24 horas da vida do protagonista Jack Bauer (interpretado por Kiefer Sutherland), uma agente da fictícia Unidade Contra Terrorista (UCT). As primeiras seis temporadas da série se passam na cidade de Los Angeles e em locações próximas—tanto reais quanto fictícias—na Califórnia, apesar de outros locais também terem aparecido. A sétima temporada se passa em Washington, D.C.. A oitava e última temporada se passa em Nova York.
As primeiras três temporadas foram ao ar durante uma temporada de televisão completa, entre outubro e maio, tendo hiatus entre blocos de episódios. Começando com a quarta temporada, a Fox começou a exibir 24 durante o meio da temporada, com um novo episódio indo ao ar toda semana. A sétima temporada estava agendada para começar em 13 de janeiro de 2008, porém foi adiada em um ano devido a greve dos roteiristas dos Estados Unidos (2007-08). A Fox exibiu o filme "prequela" de duas horas 24: Redemption em 23 de novembro de 2008, que faz a conexão entre a sexta e a sétima temporada. A sétima temporada estreou em 11 de janeiro de 2009, com uma estreia de quatro horas em duas noites consecutivas. A Fox anunciou que a oitava temporada de 24 seria sua última, com o último episódio indo ao ar em 24 de maio de 2010. Com a conclusão de sua oitava temporada, 24 foi ao ar com um total de 192 episódios e o filme para televisão 24: Redemption.

## Temporadas
| Temporada | Temporada        | Episódios | Exibição original     | Exibição original   | Lançamentos de DVD     | Lançamentos de DVD    |
| Temporada | Temporada        | Episódios | Estreia de temporada  | Final de temporada  | Região 1               | Região 2              |
| --------- | ---------------- | --------- | --------------------- | ------------------- | ---------------------- | --------------------- |
|           | 1                | 24        | 6 de novembro de 2001 | 21 de maio de 2002  | 17 de setembro de 2002 | 14 de outubro de 2002 |
|           | 2                | 24        | 29 de outubro de 2002 | 20 de maio de 2003  | 9 de setembro de 2003  | 11 de agosto de 2003  |
|           | 3                | 24        | 28 de outubro de 2003 | 25 de maio de 2004  | 7 de dezembro de 2004  | 9 de agosto de 2004   |
|           | 4                | 24        | 9 de janeiro de 2005  | 23 de maio de 2005  | 6 de dezembro de 2005  | 8 de agosto de 2005   |
|           | 5                | 24        | 15 de janeiro de 2006 | 22 de maio de 2006  | 5 de dezembro de 2006  | 6 de novembro de 2006 |
|           | 6                | 24        | 14 de janeiro de 2007 | 22 de maio de 2007  | 4 de dezembro de 2007  | 1 de outubro de 2007  |
|           | 7                | 24        | 11 de janeiro de 2009 | 18 de maio de 2009  | 19 de maio de 2009     | 19 de outubro de 2009 |
|           | 8                | 24        | 17 de janeiro de 2010 | 24 de maio de 2010  | 14 de dezembro de 2010 | 8 de novembro de 2010 |
|           | Live Another Day | 12        | 5 de maio de 2014     | 14 de julho de 2014 | —                      | —                     |

### Filme
| Filme | Filme      | Exibição original      | Lançamentos de DVD     | Lançamentos de DVD    |
| Filme | Filme      | Exibição original      | Região 1               | Região 2              |
| ----- | ---------- | ---------------------- | ---------------------- | --------------------- |
|       | Redemption | 23 de novembro de 2008 | 25 de novembro de 2008 | 1 de dezembro de 2008 |

## Episódios

### 1ª Temporada: 2001–2002
| Série # | Temporada # | Título                    | Diretor               | Roteirista(s)                                                                    | Exibição                | Código de produção |
| ------- | ----------- | ------------------------- | --------------------- | -------------------------------------------------------------------------------- | ----------------------- | ------------------ |
| 1       | 1           | "12:00 a.m. – 1:00 a.m."  | Stephen Hopkins       | Joel Surnow & Robert Cochran                                                     | 6 de novembro de 2001   | 1AFF79             |
| 2       | 2           | "1:00 a.m. – 2:00 a.m."   | Stephen Hopkins       | Joel Surnow & Michael Loceff                                                     | 13 de novembro de 2001  | 1AFF01             |
| 3       | 3           | "2:00 a.m. – 3:00 a.m."   | Stephen Hopkins       | Joel Surnow & Michael Loceff                                                     | 20 de novembro de 2001  | 1AFF02             |
| 4       | 4           | "3:00 a.m. – 4:00 a.m."   | Winrich Kolbe         | Robert Cochran                                                                   | 27 de novembro de 2001  | 1AFF03             |
| 5       | 5           | "4:00 a.m. – 5:00 a.m."   | Winrich Kolbe         | Chip Johannessen                                                                 | 11 de dezembro de 2001  | 1AFF04             |
| 6       | 6           | "5:00 a.m. – 6:00 a.m."   | Bryan Spicer          | Howard Gordon                                                                    | 18 de dezembro de 2001  | 1AFF05             |
| 7       | 7           | "6:00 a.m. – 7:00 a.m."   | Bryan Spicer          | Andrea Newman                                                                    | 8 de janeiro de 2002    | 1AFF06             |
| 8       | 8           | "7:00 a.m. – 8:00 a.m."   | Stephen Hopkins       | Joel Surnow & Michael Loceff                                                     | 15 de janeiro de 2002   | 1AFF07             |
| 9       | 9           | "8:00 a.m. – 9:00 a.m."   | Stephen Hopkins       | Virgil Williams                                                                  | 1 de outubro de 2002    | 1AFF08             |
| 10      | 10          | "9:00 a.m. – 10:00 a.m."  | Davis Guggenheim      | Lawrence Hertzog                                                                 | 5 de fevereiro de 2002  | 1AFF09             |
| 11      | 11          | "10:00 a.m. – 11:00 a.m." | Davis Guggenheim      | Robert Cochran                                                                   | 12 de fevereiro de 2002 | 1AFF10             |
| 12      | 12          | "11:00 a.m. – 12:00 p.m." | Stephen Hopkins       | Howard Gordon                                                                    | 19 de fevereiro de 2002 | 1AFF11             |
| 13      | 13          | "12:00 p.m. – 1:00 p.m."  | Stephen Hopkins       | Andrea Newman                                                                    | 26 de fevereiro de 2002 | 1AFF12             |
| 14      | 14          | "1:00 p.m. – 2:00 p.m."   | Jon Cassar            | Joel Surnow & Michael Loceff                                                     | 5 de março de 2002      | 1AFF13             |
| 15      | 15          | "2:00 p.m. – 3:00 p.m."   | Jon Cassar            | Michael S. Chernuchin                                                            | 12 de março de 2002     | 1AFF14             |
| 16      | 16          | "3:00 p.m. – 4:00 p.m."   | Stephen Hopkins       | Robert Cochran & Howard Gordon                                                   | 19 de março de 2002     | 1AFF15             |
| 17      | 17          | "4:00 p.m. – 5:00 p.m."   | Stephen Hopkins       | Michael S. Chernuchin                                                            | 26 de março de 2002     | 1AFF16             |
| 18      | 18          | "5:00 p.m. – 6:00 p.m."   | Frederick King Keller | Maurice Hurley                                                                   | 2 de abril de 2002      | 1AFF17             |
| 19      | 19          | "6:00 p.m. – 7:00 p.m."   | Frederick King Keller | Joel Surnow & Michael Loceff                                                     | 9 de abril de 2002      | 1AFF18             |
| 20      | 20          | "7:00 p.m. – 8:00 p.m."   | Stephen Hopkins       | Robert Cochran & Howard Gordon                                                   | 16 de abril de 2002     | 1AFF19             |
| 21      | 21          | "8:00 p.m. – 9:00 p.m."   | Stephen Hopkins       | Joel Surnow & Michael Loceff                                                     | 23 de abril de 2002     | 1AFF20             |
| 22      | 22          | "9:00 p.m. – 10:00 p.m."  | Paul Shapiro          | Joel Surnow & Michael Loceff                                                     | 7 de maio de 2002       | 1AFF21             |
| 23      | 23          | "10:00 p.m. – 11:00 p.m." | Paul Shapiro          | Robert Cochran & Howard Gordon                                                   | 14 de maio de 2002      | 1AFF22             |
| 24      | 24          | "11:00 p.m. – 12:00 a.m." | Stephen Hopkins       | Robert Cochran & Howard Gordon (História) Joel Surnow & Michael Loceff (Roteiro) | 21 de maio de 2002      | 1AFF23             |

### 2ª Temporada: 2002–2003
| Série # | Temporada # | Título                           | Diretor               | Roteirista(s)                                                                    | Exibição                | Código de produção |
| ------- | ----------- | -------------------------------- | --------------------- | -------------------------------------------------------------------------------- | ----------------------- | ------------------ |
| 25      | 1           | "Day 2: 8:00 a.m. – 9:00 a.m."   | Jon Cassar            | Joel Surnow & Michael Loceff                                                     | 29 de outubro de 2002   | 2AFF01             |
| 26      | 2           | "Day 2: 9:00 a.m. – 10:00 a.m."  | Jon Cassar            | Joel Surnow & Michael Loceff                                                     | 5 de novembro de 2002   | 2AFF02             |
| 27      | 3           | "Day 2: 10:00 a.m. – 11:00 a.m." | James Whitmore, Jr.   | Howard Gordon                                                                    | 12 de novembro de 2002  | 2AFF03             |
| 28      | 4           | "Day 2: 11:00 a.m. – 12:00 p.m." | James Whitmore, Jr.   | Remi Aubuchon                                                                    | 19 de novembro de 2002  | 2AFF04             |
| 29      | 5           | "Day 2: 12:00 p.m. – 1:00 p.m."  | Jon Cassar            | Gil Grant                                                                        | 26 de novembro de 2002  | 2AFF05             |
| 30      | 6           | "Day 2: 1:00 p.m. – 2:00 p.m."   | Jon Cassar            | Elizabeth M. Cosin                                                               | 3 de dezembro de 2002   | 2AFF06             |
| 31      | 7           | "Day 2: 2:00 p.m. – 3:00 p.m."   | James Whitmore, Jr.   | Virgil Williams                                                                  | 10 de dezembro de 2002  | 2AFF07             |
| 32      | 8           | "Day 2: 3:00 p.m. – 4:00 p.m."   | James Whitmore, Jr.   | Joel Surnow & Michael Loceff                                                     | 17 de dezembro de 2002  | 2AFF08             |
| 33      | 9           | "Day 2: 4:00 p.m. – 5:00 p.m."   | Rodney Charters       | Howard Gordon                                                                    | 7 de janeiro de 2003    | 2AFF09             |
| 34      | 10          | "Day 2: 5:00 p.m. – 6:00 p.m."   | Rodney Charters       | David Ehrman                                                                     | 14 de janeiro de 2003   | 2AFF10             |
| 35      | 11          | "Day 2: 6:00 p.m. – 7:00 p.m."   | Frederick King Keller | Gil Grant                                                                        | 4 de fevereiro de 2003  | 2AFF11             |
| 36      | 12          | "Day 2: 7:00 p.m. – 8:00 p.m."   | Frederick King Keller | Evan Katz                                                                        | 11 de fevereiro de 2003 | 2AFF12             |
| 37      | 13          | "Day 2: 8:00 p.m. – 9:00 p.m."   | Jon Cassar            | Maurice Hurley                                                                   | 18 de fevereiro de 2003 | 2AFF13             |
| 38      | 14          | "Day 2: 9:00 p.m. – 10:00 p.m."  | Jon Cassar            | Joel Surnow & Michael Loceff                                                     | 25 de fevereiro de 2003 | 2AFF14             |
| 39      | 15          | "Day 2: 10:00 p.m. – 11:00 p.m." | Ian Toynton           | Robert Cochran                                                                   | 4 de março de 2003      | 2AFF15             |
| 40      | 16          | "Day 2: 11:00 p.m. – 12:00 a.m." | Ian Toynton           | Howard Gordon & Evan Katz                                                        | 25 de março de 2003     | 2AFF16             |
| 41      | 17          | "Day 2: 12:00 a.m. – 1:00 a.m."  | Jon Cassar            | Evan Katz & Gil Grant                                                            | 1 de abril de 2003      | 2AFF17             |
| 42      | 18          | "Day 2: 1:00 a.m. – 2:00 a.m."   | Jon Cassar            | Joel Surnow & Michael Loceff                                                     | 8 de abril de 2003      | 2AFF18             |
| 43      | 19          | "Day 2: 2:00 a.m. – 3:00 a.m."   | James Whitmore, Jr.   | Howard Gordon                                                                    | 15 de abril de 2003     | 2AFF19             |
| 44      | 20          | "Day 2: 3:00 a.m. – 4:00 a.m."   | James Whitmore, Jr.   | Neil Cohen                                                                       | 22 de abril de 2003     | 2AFF20             |
| 45      | 21          | "Day 2: 4:00 a.m. – 5:00 a.m."   | Ian Toynton           | Robert Cochran & Howard Gordon                                                   | 29 de abril de 2003     | 2AFF21             |
| 46      | 22          | "Day 2: 5:00 a.m. – 6:00 a.m."   | Ian Toynton           | Virgil Williams & Duppy Demetrius                                                | 6 de maio de 2003       | 2AFF22             |
| 47      | 23          | "Day 2: 6:00 a.m. – 7:00 a.m."   | Jon Cassar            | Evan Katz & Gil Grant                                                            | 13 de maio de 2003      | 2AFF23             |
| 48      | 24          | "Day 2: 7:00 a.m. – 8:00 a.m."   | Jon Cassar            | Robert Cochran & Howard Gordon (História) Joel Surnow & Michael Loceff (Roteiro) | 20 de maio de 2003      | 2AFF24             |

Foi lançadas em  DVD na região 1 em 9 de setembro de 2003 e na região 2 em 11 de agosto de 2003.

### 3ª Temporada: 2003–2004
| Série # | Temporada # | Título                           | Diretor               | Roteirista(s)                                                                      | Exibição                | Código de produção |
| ------- | ----------- | -------------------------------- | --------------------- | ---------------------------------------------------------------------------------- | ----------------------- | ------------------ |
| 49      | 1           | "Day 3: 1:00 p.m. – 2:00 p.m."   | Jon Cassar            | Joel Surnow & Michael Loceff                                                       | 28 de outubro de 2003   | 3AFF01             |
| 50      | 2           | "Day 3: 2:00 p.m. – 3:00 p.m."   | Jon Cassar            | Joel Surnow & Michael Loceff                                                       | 4 de novembro de 2003   | 3AFF02             |
| 51      | 3           | "Day 3: 3:00 p.m. – 4:00 p.m."   | Ian Toynton           | Howard Gordon                                                                      | 11 de novembro de 2003  | 3AFF03             |
| 52      | 4           | "Day 3: 4:00 p.m. – 5:00 p.m."   | Ian Toynton           | Stephen Kronish                                                                    | 18 de novembro de 2003  | 3AFF04             |
| 53      | 5           | "Day 3: 5:00 p.m. – 6:00 p.m."   | Jon Cassar            | Evan Katz                                                                          | 25 de novembro de 2003  | 3AFF05             |
| 54      | 6           | "Day 3: 6:00 p.m. – 7:00 p.m."   | Jon Cassar            | Duppy Demetrius                                                                    | 2 de dezembro de 2003   | 3AFF06             |
| 55      | 7           | "Day 3: 7:00 p.m. – 8:00 p.m."   | Ian Toynton           | Robert Cochran & Howard Gordon                                                     | 9 de dezembro de 2003   | 3AFF07             |
| 56      | 8           | "Day 3: 8:00 p.m. – 9:00 p.m."   | Ian Toynton           | Robert Cochran & Howard Gordon                                                     | 16 de dezembro de 2003  | 3AFF08             |
| 57      | 9           | "Day 3: 9:00 p.m. – 10:00 p.m."  | Brad Turner           | Robert Cochran & Howard Gordon (História) Evan Katz & Stephen Kronish (Roteiro)    | 6 de janeiro de 2004    | 3AFF09             |
| 58      | 10          | "Day 3: 10:00 p.m. – 11:00 p.m." | Brad Turner           | Joel Surnow & Michael Loceff                                                       | 13 de janeiro de 2004   | 3AFF10             |
| 59      | 11          | "Day 3: 11:00 p.m. – 12:00 a.m." | Jon Cassar            | Joel Surnow & Michael Loceff                                                       | 27 de janeiro de 2004   | 3AFF11             |
| 60      | 12          | "Day 3: 12:00 a.m. – 1:00 a.m."  | Jon Cassar            | Evan Katz & Stephen Kronish (História) Robert Cochran & Howard Gordon (Roteiro)    | 3 de fevereiro de 2004  | 3AFF12             |
| 61      | 13          | "Day 3: 1:00 a.m. – 2:00 a.m."   | Bryan Spicer          | Robert Cochran & Stephen Kronish (História) Joel Surnow & Michael Loceff (Roteiro) | 10 de fevereiro de 2004 | 3AFF13             |
| 62      | 14          | "Day 3: 2:00 a.m. – 3:00 a.m."   | Bryan Spicer          | Howard Gordon & Evan Katz                                                          | 17 de fevereiro de 2004 | 3AFF14             |
| 63      | 15          | "Day 3: 3:00 a.m. – 4:00 a.m."   | Kevin Hooks           | Michael Loceff (História) Robert Cochran & Howard Gordon (Roteiro)                 | 24 de fevereiro de 2004 | 3AFF15             |
| 64      | 16          | "Day 3: 4:00 a.m. – 5:00 a.m."   | Kevin Hooks           | Evan Katz & Stephen Kronish                                                        | 30 de março de 2004     | 3AFF16             |
| 65      | 17          | "Day 3: 5:00 a.m. – 6:00 a.m."   | Ian Toynton           | Robert Cochran & Stephen Kronish                                                   | 6 de abril de 2004      | 3AFF17             |
| 66      | 18          | "Day 3: 6:00 a.m. – 7:00 a.m."   | Ian Toynton           | Howard Gordon & Evan Katz                                                          | 18 de abril de 2004     | 3AFF18             |
| 67      | 19          | "Day 3: 7:00 a.m. – 8:00 a.m."   | Jon Cassar            | Michael Loceff                                                                     | 20 de abril de 2004     | 3AFF19             |
| 68      | 20          | "Day 3: 8:00 a.m. – 9:00 a.m."   | Jon Cassar            | Virgil Williams                                                                    | 27 de abril de 2004     | 3AFF20             |
| 69      | 21          | "Day 3: 9:00 a.m. – 10:00 a.m."  | Frederick King Keller | Joel Surnow & Michael Loceff                                                       | 4 de maio de 2004       | 3AFF21             |
| 70      | 22          | "Day 3: 10:00 a.m. – 11:00 a.m." | Frederick King Keller | Robert Cochran & Howard Gordon (História) Evan Katz & Stephen Kronish (Roteiro)    | 11 de maio de 2004      | 3AFF22             |
| 71      | 23          | "Day 3: 11:00 a.m. – 12:00 p.m." | Jon Cassar            | Evan Katz & Stephen Kronish (História) Robert Cochran & Howard Gordon (Roteiro)    | 18 de maio de 2004      | 3AFF23             |
| 72      | 24          | "Day 3: 12:00 p.m. – 1:00 p.m."  | Jon Cassar            | Joel Surnow & Michael Loceff                                                       | 25 de maio de 2004      | 3AFF24             |

A recebeu "resenhas geralmente favoráveis", pontuando uma classificação Metacritic de 72/100 com base em 14 resenhas. Empire ranqueou "Day 3: 6:00 a.m. – 7:00 a.m." como o melhor de todos os episódios da série dizendo "Quando Jack coloca uma bala na cabeça de Ryan e chora, o relógio no final do episódio permanece em silêncio, encerrando a hora mais emocional e sombria da história dos anos 24."

### 4ª Temporada: 2005
| Série # | Temporada # | Título                           | Diretor         | Roteirista(s)                                                          | Exibição                | Código de produção |
| ------- | ----------- | -------------------------------- | --------------- | ---------------------------------------------------------------------- | ----------------------- | ------------------ |
| 73      | 1           | "Day 4: 7:00 a.m. – 8:00 a.m."   | Jon Cassar      | Joel Surnow & Michael Loceff                                           | 9 de janeiro de 2005    | 4AFF01             |
| 74      | 2           | "Day 4: 8:00 a.m. – 9:00 a.m."   | Jon Cassar      | Howard Gordon                                                          | 9 de janeiro de 2005    | 4AFF02             |
| 75      | 3           | "Day 4: 9:00 a.m. – 10:00 a.m."  | Brad Turner     | Evan Katz                                                              | 10 de janeiro de 2005   | 4AFF03             |
| 76      | 4           | "Day 4: 10:00 a.m. – 11:00 a.m." | Brad Turner     | Stephen Kronish                                                        | 10 de janeiro de 2005   | 4AFF04             |
| 77      | 5           | "Day 4: 11:00 a.m. – 12:00 p.m." | Jon Cassar      | Peter M. Lenkov                                                        | 17 de janeiro de 2005   | 4AFF05             |
| 78      | 6           | "Day 4: 12:00 p.m. – 1:00 p.m."  | Jon Cassar      | Matt Michnovetz                                                        | 24 de janeiro de 2005   | 4AFF06             |
| 79      | 7           | "Day 4: 1:00 p.m. – 2:00 p.m."   | Ken Girotti     | Joel Surnow & Michael Loceff                                           | 31 de janeiro de 2005   | 4AFF07             |
| 80      | 8           | "Day 4: 2:00 p.m. – 3:00 p.m."   | Ken Girotti     | Matt Michnovetz (Roteiro) Stephen Kronish & Peter M. Lenkov (História) | 7 de fevereiro de 2005  | 4AFF08             |
| 81      | 9           | "Day 4: 3:00 p.m. – 4:00 p.m."   | Brad Turner     | Howard Gordon & Evan Katz                                              | 14 de fevereiro de 2005 | 4AFF09             |
| 82      | 10          | "Day 4: 4:00 p.m. – 5:00 p.m."   | Brad Turner     | Stephen Kronish & Peter M. Lenkov                                      | 21 de fevereiro de 2005 | 4AFF10             |
| 83      | 11          | "Day 4: 5:00 p.m. – 6:00 p.m."   | Jon Cassar      | Joel Surnow & Michael Loceff                                           | 28 de fevereiro de 2005 | 4AFF11             |
| 84      | 12          | "Day 4: 6:00 p.m. – 7:00 p.m."   | Jon Cassar      | Howard Gordon & Evan Katz                                              | 7 de março de 2005      | 4AFF12             |
| 85      | 13          | "Day 4: 7:00 p.m. – 8:00 p.m."   | Rodney Charters | Anne Cofell Saunders                                                   | 14 de março de 2005     | 4AFF13             |
| 86      | 14          | "Day 4: 8:00 p.m. – 9:00 p.m."   | Tim Iacofano    | Howard Gordon & Evan Katz                                              | 21 de março de 2005     | 4AFF14             |
| 87      | 15          | "Day 4: 9:00 p.m. – 10:00 p.m."  | Bryan Spicer    | Joel Surnow & Michael Loceff                                           | 28 de março de 2005     | 4AFF15             |
| 88      | 16          | "Day 4: 10:00 p.m. – 11:00 p.m." | Bryan Spicer    | Robert Cochran (História) Howard Gordon & Evan Katz (Roteiro)          | 4 de abril de 2005      | 4AFF16             |
| 89      | 17          | "Day 4: 11:00 p.m. – 12:00 a.m." | Jon Cassar      | Duppy Demetrius                                                        | 11 de abril de 2005     | 4AFF17             |
| 90      | 18          | "Day 4: 12:00 a.m. – 1:00 a.m."  | Jon Cassar      | Joel Surnow & Michael Loceff                                           | 18 de abril de 2005     | 4AFF18             |
| 91      | 19          | "Day 4: 1:00 a.m. – 2:00 a.m."   | Bryan Spicer    | Howard Gordon & Evan Katz                                              | 25 de abril de 2005     | 4AFF19             |
| 92      | 20          | "Day 4: 2:00 a.m. – 3:00 a.m."   | Bryan Spicer    | Peter M. Lenkov                                                        | 2 de maio de 2005       | 4AFF20             |
| 93      | 21          | "Day 4: 3:00 a.m. – 4:00 a.m."   | Kevin Hooks     | Joel Surnow & Michael Loceff                                           | 9 de maio de 2005       | 4AFF21             |
| 94      | 22          | "Day 4: 4:00 a.m. – 5:00 a.m."   | Kevin Hooks     | Matt Michnovetz & Duppy Demetrius                                      | 16 de maio de 2005      | 4AFF22             |
| 95      | 23          | "Day 4: 5:00 a.m. – 6:00 a.m."   | Jon Cassar      | Sam Montgomery                                                         | 23 de maio de 2005      | 4AFF23             |
| 96      | 24          | "Day 4: 6:00 a.m. – 7:00 a.m."   | Jon Cassar      | Robert Cochran & Howard Gordon                                         | 23 de maio de 2005      | 4AFF24             |

A quarta temporada foi lançada em DVD na região 1 em 6 de dezembro de 2005 e na região 2 em 8 de agosto de 2005.

### 5ª Temporada: 2006
| Série # | Temporada # | Título                           | Diretor       | Roteirista(s)                                                 | Exibição                | Código de produção |
| ------- | ----------- | -------------------------------- | ------------- | ------------------------------------------------------------- | ----------------------- | ------------------ |
| 97      | 1           | "Day 5: 7:00 a.m. – 8:00 a.m."   | Jon Cassar    | Howard Gordon                                                 | 15 de janeiro de 2006   | 5AFF01             |
| 98      | 2           | "Day 5: 8:00 a.m. – 9:00 a.m."   | Jon Cassar    | Evan Katz                                                     | 15 de janeiro de 2006   | 5AFF02             |
| 99      | 3           | "Day 5: 9:00 a.m. – 10:00 a.m."  | Brad Turner   | Manny Coto                                                    | 16 de janeiro de 2006   | 5AFF03             |
| 100     | 4           | "Day 5: 10:00 a.m. – 11:00 a.m." | Brad Turner   | Joel Surnow & Michael Loceff                                  | 16 de janeiro de 2006   | 5AFF04             |
| 101     | 5           | "Day 5: 11:00 a.m. – 12:00 p.m." | Jon Cassar    | Joel Surnow & Michael Loceff                                  | 23 de janeiro de 2006   | 5AFF05             |
| 102     | 6           | "Day 5: 12:00 p.m. – 1:00 p.m."  | Jon Cassar    | David Fury                                                    | 30 de janeiro de 2006   | 5AFF06             |
| 103     | 7           | "Day 5: 1:00 p.m. – 2:00 p.m."   | Brad Turner   | Manny Coto                                                    | 6 de fevereiro de 2006  | 5AFF07             |
| 104     | 8           | "Day 5: 2:00 p.m. – 3:00 p.m."   | Brad Turner   | Robert Cochran & Evan Katz                                    | 13 de fevereiro de 2006 | 5AFF08             |
| 105     | 9           | "Day 5: 3:00 p.m. – 4:00 p.m."   | Tim Iacofano  | Howard Gordon & David Fury                                    | 20 de fevereiro de 2006 | 5AFF09             |
| 106     | 10          | "Day 5: 4:00 p.m. – 5:00 p.m."   | Tim Iacofano  | Joel Surnow & Michael Loceff                                  | 27 de fevereiro de 2006 | 5AFF10             |
| 107     | 11          | "Day 5: 5:00 p.m. – 6:00 p.m."   | Jon Cassar    | Nicole Ranadive                                               | 6 de março de 2006      | 5AFF11             |
| 108     | 12          | "Day 5: 6:00 p.m. – 7:00 p.m."   | Jon Cassar    | Duppy Demetrius & Matt Michnovetz                             | 6 de março de 2006      | 5AFF12             |
| 109     | 13          | "Day 5: 7:00 p.m. – 8:00 p.m."   | Brad Turner   | Joel Surnow & Michael Loceff                                  | 13 de março de 2006     | 5AFF13             |
| 110     | 14          | "Day 5: 8:00 p.m. – 9:00 p.m."   | Brad Turner   | Sam Montgomery (História) Howard Gordon & Evan Katz (Roteiro) | 20 de março de 2006     | 5AFF14             |
| 111     | 15          | "Day 5: 9:00 p.m. – 10:00 p.m."  | Jon Cassar    | David Ehrman                                                  | 27 de março de 2006     | 5AFF15             |
| 112     | 16          | "Day 5: 10:00 p.m. – 11:00 p.m." | Jon Cassar    | Manny Coto & Sam Montgomery                                   | 3 de abril de 2006      | 5AFF16             |
| 113     | 17          | "Day 5: 11:00 p.m. – 12:00 a.m." | Brad Turner   | David Fury                                                    | 10 de abril de 2006     | 5AFF17             |
| 114     | 18          | "Day 5: 12:00 a.m. – 1:00 a.m."  | Brad Turner   | Howard Gordon                                                 | 17 de abril de 2006     | 5AFF18             |
| 115     | 19          | "Day 5: 1:00 a.m. – 2:00 a.m."   | Dwight Little | Craig Van Sickle & Steven Long Mitchell                       | 24 de abril de 2006     | 5AFF19             |
| 116     | 20          | "Day 5: 2:00 a.m. – 3:00 a.m."   | Dwight Little | Joel Surnow & Michael Loceff                                  | 1 de maio de 2006       | 5AFF20             |
| 117     | 21          | "Day 5: 3:00 a.m. – 4:00 a.m."   | Brad Turner   | Manny Coto                                                    | 8 de maio de 2006       | 5AFF21             |
| 118     | 22          | "Day 5: 4:00 a.m. – 5:00 a.m."   | Brad Turner   | Sam Montgomery & David Fury                                   | 15 de maio de 2006      | 5AFF22             |
| 119     | 23          | "Day 5: 5:00 a.m. – 6:00 a.m."   | Jon Cassar    | Howard Gordon & Evan Katz                                     | 22 de maio de 2006      | 5AFF23             |
| 120     | 24          | "Day 5: 6:00 a.m. – 7:00 a.m."   | Jon Cassar    | Robert Cochran                                                | 22 de maio de 2006      | 5AFF24             |

A quinta temporada foi lançada em DVD na região 1 em5 de dezembro de 2006 e na região 2 em 6 de novembro de 2006.

### 6ª Temporada: 2007
A temporada começa começa 20 meses após o final da temporada anterior, quando Jack Bauer foi capturado por agentes do governo chinês e levado para a China.
| Série # | Temporada # | Título                           | Diretor       | Roteirista(s)                                                          | Exibição                | Código de produção |
| ------- | ----------- | -------------------------------- | ------------- | ---------------------------------------------------------------------- | ----------------------- | ------------------ |
| 121     | 1           | "Day 6: 6:00 a.m. – 7:00 a.m."   | Jon Cassar    | Howard Gordon                                                          | 14 de janeiro de 2007   | 6AFF01             |
| 122     | 2           | "Day 6: 7:00 a.m. – 8:00 a.m."   | Jon Cassar    | Manny Coto                                                             | 14 de janeiro de 2007   | 6AFF02             |
| 123     | 3           | "Day 6: 8:00 a.m. – 9:00 a.m."   | Brad Turner   | Evan Katz & David Fury                                                 | 15 de janeiro de 2007   | 6AFF03             |
| 124     | 4           | "Day 6: 9:00 a.m. – 10:00 a.m."  | Brad Turner   | Robert Cochran                                                         | 15 de janeiro de 2007   | 6AFF04             |
| 125     | 5           | "Day 6: 10:00 a.m. – 11:00 a.m." | Milan Cheylov | Joel Surnow & Michael Loceff                                           | 22 de janeiro de 2007   | 6AFF05             |
| 126     | 6           | "Day 6: 11:00 a.m. – 12:00 p.m." | Milan Cheylov | Joel Surnow & Michael Loceff                                           | 29 de janeiro de 2007   | 6AFF06             |
| 127     | 7           | "Day 6: 12:00 p.m. – 1:00 p.m."  | Jon Cassar    | Howard Gordon & Manny Coto                                             | 5 de fevereiro de 2007  | 6AFF07             |
| 128     | 8           | "Day 6: 1:00 p.m. – 2:00 p.m."   | Jon Cassar    | Evan Katz & David Fury                                                 | 12 de fevereiro de 2007 | 6AFF08             |
| 129     | 9           | "Day 6: 2:00 p.m. – 3:00 p.m."   | Brad Turner   | Adam E. Fierro                                                         | 12 de fevereiro de 2007 | 6AFF09             |
| 130     | 10          | "Day 6: 3:00 p.m. – 4:00 p.m."   | Brad Turner   | Howard Gordon & Evan Katz                                              | 19 de fevereiro de 2007 | 6AFF10             |
| 131     | 11          | "Day 6: 4:00 p.m. – 5:00 p.m."   | Tim Iacofano  | Manny Coto                                                             | 26 de fevereiro de 2007 | 6AFF11             |
| 132     | 12          | "Day 6: 5:00 p.m. – 6:00 p.m."   | Tim Iacofano  | Howard Gordon (História) Evan Katz & David Fury (Roteiro)              | 5 de março de 2007      | 6AFF12             |
| 133     | 13          | "Day 6: 6:00 p.m. – 7:00 p.m."   | Jon Cassar    | Joel Surnow & Michael Loceff                                           | 12 de março de 2007     | 6AFF13             |
| 134     | 14          | "Day 6: 7:00 p.m. – 8:00 p.m."   | Jon Cassar    | Manny Coto & David Fury (História) Howard Gordon & Evan Katz (Roteiro) | 19 de março de 2007     | 6AFF14             |
| 135     | 15          | "Day 6: 8:00 p.m. – 9:00 p.m."   | Brad Turner   | Howard Gordon & Manny Coto                                             | 26 de março de 2007     | 6AFF15             |
| 136     | 16          | "Day 6: 9:00 p.m. – 10:00 p.m."  | Brad Turner   | Robert Cochran & Evan Katz                                             | 2 de abril de 2007      | 6AFF16             |
| 137     | 17          | "Day 6: 10:00 p.m. – 11:00 p.m." | Bryan Spicer  | David Fury                                                             | 9 de abril de 2007      | 6AFF17             |
| 138     | 18          | "Day 6: 11:00 p.m. – 12:00 a.m." | Bryan Spicer  | Matt Michnovetz & Nicole Ranadive                                      | 16 de abril de 2007     | 6AFF18             |
| 139     | 19          | "Day 6: 12:00 a.m. – 1:00 a.m."  | Brad Turner   | Joel Surnow & Michael Loceff                                           | 23 de abril de 2007     | 6AFF19             |
| 140     | 20          | "Day 6: 1:00 a.m. – 2:00 a.m."   | Brad Turner   | Howard Gordon & Evan Katz                                              | 30 de abril de 2007     | 6AFF20             |
| 141     | 21          | "Day 6: 2:00 a.m. – 3:00 a.m."   | Bryan Spicer  | Manny Coto                                                             | 7 de maio de 2007       | 6AFF21             |
| 142     | 22          | "Day 6: 3:00 a.m. – 4:00 a.m."   | Bryan Spicer  | Howard Gordon & Evan Katz                                              | 14 de maio de 2007      | 6AFF22             |
| 143     | 23          | "Day 6: 4:00 a.m. – 5:00 a.m."   | Brad Turner   | Joel Surnow & Michael Loceff                                           | 21 de maio de 2007      | 6AFF23             |
| 144     | 24          | "Day 6: 5:00 a.m. – 6:00 a.m."   | Brad Turner   | Robert Cochran, Manny Coto & David Fury                                | 21 de maio de 2007      | 6AFF24             |

### Redemption: 2008
| Título         | Diretor    | Roteirista    | Exibição               | Código de produção |
| 24: Redemption | Jon Cassar | Howard Gordon | 23 de novembro de 2008 | 7AFF50 }}          |
| -------------- | ---------- | ------------- | ---------------------- | ------------------ |

### 7ª Temporada: 2009
| Série # | Temporada # | Título                           | Diretor       | Roteirista(s)                                                               | Exibição                                          | Código de produção |
| ------- | ----------- | -------------------------------- | ------------- | --------------------------------------------------------------------------- | ------------------------------------------------- | ------------------ |
| 145     | 1           | "Day 7: 8:00 a.m. – 9:00 a.m."   | Jon Cassar    | Howard Gordon, Joel Surnow & Michael Loceff                                 | 11 de janeiro de 2009 Brasil: 14 de abril de 2009 | 7AFF01             |
| 146     | 2           | "Day 7: 9:00 a.m. – 10:00 a.m."  | Jon Cassar    | Joel Surnow & Michael Loceff (Roteiro) Howard Gordon & Evan Katz (História) | 11 de janeiro de 2009                             | 7AFF02             |
| 147     | 3           | "Day 7: 10:00 a.m. – 11:00 a.m." | Brad Turner   | Manny Coto & Brannon Braga                                                  | 12 de janeiro de 2009                             | 7AFF03             |
| 148     | 4           | "Day 7: 11:00 a.m. – 12:00 p.m." | Brad Turner   | David Fury & Alex Gansa                                                     | 12 de janeiro de 2009                             | 7AFF04             |
| 149     | 5           | "Day 7: 12:00 p.m. – 1:00 p.m."  | Jon Cassar    | Howard Gordon & Evan Katz                                                   | 19 de janeiro de 2009                             | 7AFF05             |
| 150     | 6           | "Day 7: 1:00 p.m. – 2:00 p.m."   | Jon Cassar    | Manny Coto & Brannon Braga                                                  | 26 de janeiro de 2009                             | 7AFF06             |
| 151     | 7           | "Day 7: 2:00 p.m. – 3:00 p.m."   | Milan Cheylov | Manny Coto & Brannon Braga (Roteiro) Michael Loceff (História)              | 2 de fevereiro de 2009                            | 7AFF07             |
| 152     | 8           | "Day 7: 3:00 p.m. – 4:00 p.m."   | Milan Cheylov | Robert Cochran & Evan Katz (Roteiro) David Fury (História)                  | 9 de fevereiro de 2009                            | 7AFF08             |
| 153     | 9           | "Day 7: 4:00 p.m. – 5:00 p.m."   | Milan Cheylov | David Fury                                                                  | 16 de fevereiro de 2009                           | 7AFF09             |
| 154     | 10          | "Day 7: 5:00 p.m. – 6:00 p.m."   | Milan Cheylov | Manny Coto & Brannon Braga                                                  | 23 de fevereiro de 2009                           | 7AFF10             |
| 155     | 11          | "Day 7: 6:00 p.m. – 7:00 p.m."   | Brad Turner   | Alex Gansa                                                                  | 2 de março de 2009                                | 7AFF11             |
| 156     | 12          | "Day 7: 7:00 p.m. – 8:00 p.m."   | Brad Turner   | Evan Katz (Roteiro) Manny Coto & Brannon Braga (História)                   | 2 de março de 2009                                | 7AFF12             |
| 157     | 13          | "Day 7: 8:00 p.m. – 9:00 p.m."   | Brad Turner   | Manny Coto & Brannon Braga                                                  | 9 de março de 2009                                | 7AFF13             |
| 158     | 14          | "Day 7: 9:00 p.m. – 10:00 p.m."  | Brad Turner   | Evan Katz & Juan Carlos Coto                                                | 16 de março de 2009                               | 7AFF14             |
| 159     | 15          | "Day 7: 10:00 p.m. – 11:00 p.m." | Jon Cassar    | Alex Gansa (Roteiro) David Fury (História)                                  | 23 de março de 2009                               | 7AFF15             |
| 160     | 16          | "Day 7: 11:00 p.m. – 12:00 a.m." | Jon Cassar    | Manny Coto & Brannon Braga                                                  | 30 de março de 2009                               | 7AFF16             |
| 161     | 17          | "Day 7: 12:00 a.m. – 1:00 a.m."  | Brad Turner   | Chip Johannessen                                                            | 6 de abril de 2009                                | 7AFF17             |
| 162     | 18          | "Day 7: 1:00 a.m. – 2:00 a.m."   | Brad Turner   | Manny Coto & Brannon Braga (Roteiro) Howard Gordon (História)               | 13 de abril de 2009                               | 7AFF18             |
| 163     | 19          | "Day 7: 2:00 a.m. – 3:00 a.m."   | Michael Klick | David Fury                                                                  | 20 de abril de 2009                               | 7AFF19             |
| 164     | 20          | "Day 7: 3:00 a.m. – 4:00 a.m."   | Michael Klick | Alex Gansa & Chip Johannessen (Roteiro) Juan Carlos Coto (História)         | 27 de abril de 2009                               | 7AFF20             |
| 165     | 21          | "Day 7: 4:00 a.m. – 5:00 a.m."   | Brad Turner   | Manny Coto & Brannon Braga                                                  | 4 de maio de 2009                                 | 7AFF21             |
| 166     | 22          | "Day 7: 5:00 a.m. – 6:00 a.m."   | Brad Turner   | Evan Katz                                                                   | 11 de maio de 2009                                | 7AFF22             |
| 167     | 23          | "Day 7: 6:00 a.m. – 7:00 a.m."   | Jon Cassar    | David Fury & Alex Gansa                                                     | 18 de maio de 2009                                | 7AFF23             |
| 168     | 24          | "Day 7: 7:00 a.m. – 8:00 a.m."   | Jon Cassar    | Howard Gordon (Roteiro) Manny Coto & Brannon Braga (História)               | 18 de maio de 2009                                | 7AFF24             |

### 8ª Temporada: 2010
| Série # | Temporada # | Título                           | Diretor          | Roteirista(s)                                                        | Exibição                | Código de produção |
| ------- | ----------- | -------------------------------- | ---------------- | -------------------------------------------------------------------- | ----------------------- | ------------------ |
| 169     | 1           | "Day 8: 4:00 p.m. – 5:00 p.m."   | Brad Turner      | Howard Gordon & Evan Katz                                            | 17 de janeiro de 2010   | 8AFF01             |
| 170     | 2           | "Day 8: 5:00 p.m. – 6:00 p.m."   | Brad Turner      | Manny Coto & Brannon Braga (Roteiro) Howard Gordon (História)        | 17 de janeiro de 2010   | 8AFF02             |
| 171     | 3           | "Day 8: 6:00 p.m. – 7:00 p.m."   | Milan Cheylov    | David Fury & Alex Gansa                                              | 18 de janeiro de 2010   | 8AFF03             |
| 172     | 4           | "Day 8: 7:00 p.m. – 8:00 p.m."   | Milan Cheylov    | Chip Johannessen & Patrick Harbinson                                 | 18 de janeiro de 2010   | 8AFF04             |
| 173     | 5           | "Day 8: 8:00 p.m. – 9:00 p.m."   | Brad Turner      | Evan Katz & Alex Gansa (Roteiro) Howard Gordon (História)            | 25 de janeiro de 2010   | 8AFF05             |
| 174     | 6           | "Day 8: 9:00 p.m. – 10:00 p.m."  | Brad Turner      | Manny Coto & Brannon Braga                                           | 1 de fevereiro de 2010  | 8AFF06             |
| 175     | 7           | "Day 8: 10:00 p.m. – 11:00 p.m." | Milan Cheylov    | Chip Johannessen & Patrick Harbinson                                 | 8 de fevereiro de 2010  | 8AFF07             |
| 176     | 8           | "Day 8: 11:00 p.m. – 12:00 a.m." | Milan Cheylov    | David Fury                                                           | 15 de fevereiro de 2010 | 8AFF08             |
| 177     | 9           | "Day 8: 12:00 a.m. – 1:00 a.m."  | Brad Turner      | Chip Johannessen & Patrick Harbinson (Roteiro) Alex Gansa (História) | 22 de fevereiro de 2010 | 8AFF09             |
| 178     | 10          | "Day 8: 1:00 a.m. – 2:00 a.m."   | Brad Turner      | Manny Coto & Brannon Braga                                           | 1 de março de 2010      | 8AFF10             |
| 179     | 11          | "Day 8: 2:00 a.m. – 3:00 a.m."   | Nelson McCormick | Evan Katz & David Fury                                               | 8 de março de 2010      | 8AFF11             |
| 180     | 12          | "Day 8: 3:00 a.m. – 4:00 a.m."   | Nelson McCormick | Chip Johannessen & Patrick Harbinson                                 | 15 de março de 2010     | 8AFF12             |
| 181     | 13          | "Day 8: 4:00 a.m. – 5:00 a.m."   | Milan Cheylov    | Manny Coto & Brannon Braga (Roteiro) Howard Gordon (História)        | 22 de março de 2010     | 8AFF13             |
| 182     | 14          | "Day 8: 5:00 a.m. – 6:00 a.m."   | Milan Cheylov    | Alex Gansa (Roteiro) Evan Katz (História)                            | 29 de março de 2010     | 8AFF14             |
| 183     | 15          | "Day 8: 6:00 a.m. – 7:00 a.m."   | Brad Turner      | Chip Johannessen & Patrick Harbinson                                 | 5 de abril de 2010      | 8AFF15             |
| 184     | 16          | "Day 8: 7:00 a.m. – 8:00 a.m."   | Brad Turner      | Manny Coto & Brannon Braga                                           | 5 de abril de 2010      | 8AFF16             |
| 185     | 17          | "Day 8: 8:00 a.m. – 9:00 a.m."   | Milan Cheylov    | David Fury                                                           | 12 de abril de 2010     | 8AFF17             |
| 186     | 18          | "Day 8: 9:00 a.m. – 10:00 a.m."  | Milan Cheylov    | Chip Johannessen & Patrick Harbinson                                 | 19 de abril de 2010     | 8AFF18             |
| 187     | 19          | "Day 8: 10:00 a.m. – 11:00 a.m." | Michael Klick    | Manny Coto & Brannon Braga                                           | 26 de abril de 2010     | 8AFF19             |
| 188     | 20          | "Day 8: 11:00 a.m. – 12:00 p.m." | Michael Klick    | Evan Katz & Alex Gansa (Roteiro) Alex Gansa (História)               | 3 de maio de 2010       | 8AFF20             |
| 189     | 21          | "Day 8: 12:00 p.m. – 1:00 p.m."  | Milan Cheylov    | Chip Johannessen & Patrick Harbinson                                 | 10 de maio de 2010      | 8AFF21             |
| 190     | 22          | "Day 8: 1:00 p.m. – 2:00 p.m."   | Milan Cheylov    | David Fury                                                           | 17 de maio de 2010      | 8AFF22             |
| 191     | 23          | "Day 8: 2:00 p.m. – 3:00 p.m."   | Brad Turner      | Shauna McGarry & Geoff Aull                                          | 24 de maio de 2010      | 8AFF23             |
| 192     | 24          | "Day 8: 3:00 p.m. – 4:00 p.m."   | Brad Turner      | Howard Gordon                                                        | 24 de maio de 2010      | 8AFF24             |

### Live Another Day: 2014
A Fox anunciou em maio de 2013 que a série irá retornar em 12 episódios e terá início em maio de 2014.